# 아시안 게임 럭비
아시안 게임 럭비는 1998년 아시안 게임부터 시작된 럭비 유니온 종목이다.

## 대회 결과
1998년 방콕 아시안 게임에서 처음 정식 종목이 되었다. 처음에는 15인제와 7인제 경기가 열렸지만, 2006년부터 7인제로 단일화되었다. 2002년까지는 한국이 금메달을 독점하였으나, 2006년부터는 일본이 금메달을 따고 있다. 
2016년 하계 올림픽부터 7인제 럭비가 남녀 정식 종목으로 채택되면서, 2010년 아시안 게임부터는 여자부 대회도 열리고 있다.

### 15인제
| 연도 | 개최지        |          |        |               |
| 연도 | 개최지        | 우승     | 준우승 | 3위           |
| 1998 | 태국 방콕     | 대한민국 | 일본   | 중화 타이베이 |
| 2002 | 대한민국 부산 | 대한민국 | 일본   | 중화 타이베이 |

### 7인제

#### 남성
| 연도 | 개최지                    |          |               |          |
| 연도 | 개최지                    | 우승     | 준우승        | 3위      |
| 1998 | 태국 방콕                 | 대한민국 | 일본          | 태국     |
| 2002 | 대한민국 부산             | 대한민국 | 중화 타이베이 | 태국     |
| 2006 | 카타르 도하               | 일본     | 대한민국      | 중국     |
| 2010 | 중국 광저우               | 일본     | 홍콩          | 대한민국 |
| 2014 | 대한민국 인천             | 일본     | 홍콩          | 대한민국 |
| 2018 | 인도네시아자카르타·팔렘방 | 홍콩     | 일본          | 대한민국 |

#### 여성
| 연도 | 개최지                    |            |        |            |            |
| 연도 | 개최지                    | 우승       | 준우승 | 3위        |            |
| 2010 | 중국 광저우               | 카자흐스탄 | 중국   | 태국       |            |
| 2014 | 대한민국 인천             | 중국       | 일본   | 카자흐스탄 |            |
| 2018 | 인도네시아자카르타·팔렘방 |            | 일본   | 중국       | 카자흐스탄 |

## 메달 집계
| 순위 | 국가          | 금메달 | 은메달 | 동메달 | 합계 |
| ---- | ------------- | ------ | ------ | ------ | ---- |
| 1    | 대한민국      | 4      | 1      | 2      | 7    |
| 2    | 일본          | 3      | 4      | 0      | 7    |
| 3    | 중국          | 1      | 1      | 1      | 3    |
| 4    | 카자흐스탄    | 1      | 0      | 1      | 2    |
| 5    | 홍콩          | 0      | 2      | 0      | 2    |
| 6    | 중화 타이베이 | 0      | 1      | 2      | 3    |
| 7    | 태국          | 0      | 0      | 3      | 3    |